# Fernando Dias da Silva
Fernando Dias Da Silva (São Luís, Maranhão, 25 de junho de 1920 - Cape Coral, Flórida, 5 de março de 2012) foi ilustrador, pintor e quadrinista brasileiro.

## Biografia
Após vencer um concurso de novos talentos do Suplemento Juvenil de Adolfo Aizen, publicou em 1938, a tira de jornal "O enigma das pedras vermelhas" nas páginas do jornal infanto-juvenil, em 1943, ilustrou histórias em quadrinhos de faroeste "O Vingador", criado por Péricles do Amaral para uma programa de rádio, patrocinado pela Colgate-Palmolive no mesmo ano, também ilustrou as história do Capitão Atlas, que também derivada de um programa de rádio criado por Amaral, o personagem é um caçador, tal que Jim das Selvas de Alex Raymond.

Em 1959, mudou-se para um subúrbio de Chicago, Illinois nos Estados Unidos. Nos Estados Unidos, trabalhou como ilustrador de estúdio e artista freelancer; seu trabalho apareceu regularmente na Playboy, Encyclopædia Britannica, World Book Encyclopedia, Chicago Tribune, entre outros. Colaborou com Bob Peak na campanha publicitária do mascote Marlboro Man. Também trabalhou na tira de jornal Rex Morgan, M.D. .
Fernando Dias Da Silva era casado e tinha cinco filhos. Ele morreu em Cape Coral, Flórida, em 5 de março de 2012.